# Chrysometa rubromaculata
Chrysometa rubromaculata là một loài nhện trong họ Tetragnathidae.
Loài này thuộc chi Chrysometa. Chrysometa rubromaculata được Eugen von Keyserling miêu tả năm 1864.